# Élection gouvernorale de 1998 au Texas
L'élection du gouverneur du Texas de 1998 a eu lieu le 3 novembre. Le républicain sortant George W. Bush est réélu pour un second mandat par 68 % des voix contre le démocrate Garry Mauro, qui totalise 31 % des suffrages. La marge de victoire de Bush de 37 % est la plus large pour un candidat à un poste de gouverneur américain depuis 1966, et la plus large de l'histoire du Parti républicain.

## Résultats

### Élection générale
| Résultats | Résultats                   | Résultats         | Résultats | Résultats |
| Partis    | Partis                      | Candidats         | Voix      | %         |
| --------- | --------------------------- | ----------------- | --------- | --------- |
|           | Républicain                 | George W. Bush *  | 2 550 821 | 68,24     |
|           | Démocrate                   | Garry Mauro       | 1 165 592 | 31,18     |
|           | Libertarien                 | Lester Turlington | 20 711    | 0,55      |
|           | Tiers partis & Indépendants | Autres candidats  | 954       | 0,03      |

### Primaire républicaine
| Résultats | Résultats   | Résultats      | Résultats | Résultats |
| Partis    | Partis      | Candidats      | Voix      | %         |
| --------- | ----------- | -------------- | --------- | --------- |
|           | Républicain | George W. Bush | 576 528   | 96,60     |
|           | Républicain | R.C. Crawford  | 20 311    | 3,40      |

### Primaire démocrate
| Résultats | Résultats | Résultats   | Résultats | Résultats |
| Partis    | Partis    | Candidats   | Voix      | %         |
| --------- | --------- | ----------- | --------- | --------- |
|           | Démocrate | Garry Mauro | 492 419   | 100,00    |